# Ruby Harrold
Ruby Harrold (Stevenage, 4 giugno 1996) è una ginnasta inglese, membro della nazionale vincitrice della medaglia d'argento agli europei di Sofia 2014 e di Berna 2016.
A giugno 2014 viene convocata per partecipare ai XX Giochi del Commonwealth di Glasgow con la nazionale inglese, insieme a Rebecca Downie, Kelly Simm, Hannah Whelan, Claudia Fragapane: la squadra vince la medaglia d'oro, mentre la Harrold conquista un argento nel concorso individuale ed un bronzo alle parallele asimmetriche.